# ヘンリー・カニンガム (初代カニンガム侯爵)
初代カニンガム侯爵ヘンリー・バートン・カニンガム（英: Henry Burton Conyngham, 1st Marquess Conyngham, KP,GCH,PC, FRS、1766年12月26日-1832年12月28日）は、イギリスの政治家・貴族。

## 経歴
1766年12月26日、アイルランド貴族の第2代カニンガム男爵フランシス・カニンガムとその妻エリザベス(旧姓クレメンツ)の間の長男としてロンドンに生まれる
1787年5月に父の死により第3代カニンガム男爵位を継承した。1789年5月には考古学協会のフェローとなる。同年12月にはアイルランド貴族爵位「カウンティ・オブ・マースにおけるスレーンのカニンガム子爵(Viscount Conyngham, of Slane in the County of Meath)」に叙せられた。1797年にはアイルランド貴族爵位「カウンティ・オブ・ドニゴールにおけるマウント・チャールズのマウント・チャールズ子爵(Viscount Mount Charles, of Mount Charles in the County of Donegal)」と「カウンティ・オブ・ドニゴールにおけるマウント・チャールズのカニンガム伯爵」に叙せられた。
アイルランド併合後の1801年にアイルランド貴族の貴族代表議員に選出され、イギリス貴族院に議席を保有した。同年聖パトリック勲章ナイトに叙せられた。1803年から1831年にかけてはカウンティ・ドニゴール総督(Governor of County Donegal)、1808年から死去までカウンティ・クレア主席治安判事を務めた。
1816年1月にはアイルランド貴族爵位「カウンティ・オブ・マースにおけるスレーン子爵(Viscount Slane, in the County of Meath)」と「カウンティ・オブ・ドニゴールのカニンガム侯爵とマウント・チャールズ伯爵(Earl of Mount Charles and Marquess Conyngham, of the County of Donegal)」に叙せられた。1821年7月には連合王国貴族カウンティ・オブ・ケントにおけるミンスター・アビーのミンスター男爵(Baron Minster, of Minster Abbey in the County of Kent)」に叙された（これにより彼以降の当主は自動的に貴族院議員となる）。
同年12月に枢密顧問官に列するとともに家政長官に就任し 、1830年まで在職した。
また1829年から死去までウィンザー城管理長官を務めた。
1832年12月28日、ロンドンのハミルトン・ハウスで死去。

## 栄典

### 爵位
- 1787年5月22日、第3代カニンガム男爵(1781年創設アイルランド貴族爵位)
- 1789年12月6日、初代カニンガム子爵(アイルランド貴族爵位)
- 1797年12月27日、初代カニンガム伯爵(アイルランド貴族爵位)
- 1797年12月27日、初代マウント・チャールズ子爵(アイルランド貴族爵位)
- 1816年1月15日、初代カニンガム侯爵(アイルランド貴族)
- 1816年1月15日、初代マウント・チャールズ伯爵(アイルランド貴族)
- 1816年1月15日、初代スレーン子爵(アイルランド貴族)
- 1821年7月17日、初代ミンスター男爵(連合王国貴族爵位)[1]

### 勲章
- 1801年1月22日、聖パトリック勲章ナイト(KP)
- 1821年、ロイヤル・ゲルフ勲章（英語版）(GCH)[1]

## 家族
銀行家ジョゼフ・デニソンの娘エリザベスと結婚し、彼女との間に以下の5子を儲けた。
- 第1子(長女)エリザベス・ヘンリエッタ・カニンガム (?-1839) ： 第10代ハントリー侯爵チャールズ・ゴードン（英語版）と結婚
- 第2子(次女)マリア・ハリエット・カニンガム (?-1843) ： 初代アスラムニー男爵ウィリアム・サマーヴィルと結婚
- 第3子(長男)ヘンリー・フランシス・カニンガム (1797-1824) ： 政治家。儀礼称号でマウント・チャールズ伯爵。父に先立つ
- 第4子(次男)フランシス・ナサニエル・カニンガム (1797-1876) ： 政治家。第2代カニンガム侯爵
- 第5子(三男)アルバート・デニソン・カニンガム（英語版） (1805-1860) ： 政治家。初代ロンデスボロー男爵（英語版）に叙される。デニソンに改姓